# Formuła 2 – Spa-Francorchamps 2019
Runda Formuły 2 na torze Circuit de Spa-Francorchamps – miała być dziewiątą rundą mistrzostw Formuły 2 w sezonie 2019.
Wyścig główny został anulowany po wypadku, w którym udział wzięli Anthoine Hubert, Juan Manuel Correa i Giuliano Alesi. Hubert i Correa zostali zawiezieni do szpitala, gdzie Hubert zmarł w wyniku odniesionych obrażeń. Z szacunku do zmarłego, sprint został odwołany.

## Wyniki

### Sesja treningowa
| Nr | Kierowca      | Konstruktor    | Czas     | Okr. |
| -- | ------------- | -------------- | -------- | ---- |
| 4  | Nyck de Vries | ART Grand Prix | 1:59,509 | 12   |

### Kwalifikacje
Źródło: fiaformula2.com
| Poz. | Nr | Kierowca             | Konstruktor                   | Czas     | Poz. s. |
| ---- | -- | -------------------- | ----------------------------- | -------- | ------- |
| 1    | 4  | Nyck de Vries        | ART Grand Prix                | 1:58,304 | 1       |
| 2    | 5  | Sérgio Sette Câmara  | DAMS                          | 1:58,576 | 2       |
| 3    | 15 | Jack Aitken          | Campos Racing                 | 1:58,785 | 3       |
| 4    | 2  | Nobuharu Matsushita  | Carlin                        | 1:58,832 | 4       |
| 5    | 1  | Louis Delétraz       | Carlin                        | 1:58,910 | 5       |
| 6    | 9  | Mick Schumacher      | PREMA Racing                  | 1:59,141 | 6       |
| 7    | 3  | Nikita Mazepin       | ART Grand Prix                | 1:59,142 | 7       |
| 8    | 16 | Jordan King          | MP Motorsport                 | 1:59,366 | 11      |
| 9    | 7  | Zhou Guanyu          | UNI-Virtuosi                  | 1:59,425 | 8       |
| 10   | 8  | Luca Ghiotto         | UNI-Virtuosi                  | 1:59,614 | 9       |
| 11   | 6  | Nicholas Latifi      | DAMS                          | 1:59,747 | 10      |
| 12   | 20 | Giuliano Alesi       | Trident                       | 1:59,961 | 12      |
| 13   | 19 | Anthoine Hubert      | BWT Arden                     | 2:00,005 | 13      |
| 14   | 21 | Ralph Boschung       | Trident                       | 2:00,030 | 14      |
| 15   | 12 | Juan Manuel Correa   | Sauber Junior Team by Charouz | 2:00,250 | 15      |
| 16   | 10 | Sean Gelael          | PREMA Racing                  | 2:00,327 | 16      |
| 17   | 14 | Marino Sato          | Campos Racing                 | 2:01,185 | 17      |
| 18   | 17 | Mahaveer Raghunathan | MP Motorsport                 | 2:01,226 | 19      |
| 19   | 18 | Tatiana Calderón     | BWT Arden                     | 2:03,224 | 18      |
| 20   | 11 | Callum Ilott         | Sauber Junior Team by Charouz | –        | 20      |
| Poz. | Nr | Kierowca             | Konstruktor                   | Czas     | Poz. s. |

Uwagi
1. 1 2  Jordan King i Mahaveer Raghunathan otrzymali karę cofnięcia o trzy pozycje na starcie za niestosowanie się do żółtej flagi.

### Główny wyścig
Główny wyścig został anulowany po dwóch okrążeniach po wypadku Huberta, Correi i Alesiego. Punkty nie zostały przyznane.

### Sprint
Sprint został odwołany.

## Klasyfikacja po zakończeniu rundy

### Kierowcy
| P  | +/− | Kierowca             | Starty | Punkty | P1 | P2 | P3 | PP | NO | NS |
| -- | --- | -------------------- | ------ | ------ | -- | -- | -- | -- | -- | -- |
| 1  | 0   | Nyck de Vries        | 16     | 200    | 3  | 2  | 3  | 4  | 3  | –  |
| 2  | 0   | Nicholas Latifi      | 16     | 166    | 4  | 1  | 1  | –  | 2  | –  |
| 3  | 0   | Sérgio Sette Câmara  | 16     | 141    | 1  | 2  | 3  | 1  | 3  | 2  |
| 4  | 0   | Luca Ghiotto         | 16     | 135    | 2  | 4  | –  | 2  | –  | 4  |
| 5  | 0   | Jack Aitken          | 16     | 134    | 2  | 1  | 3  | –  | 2  | –  |
| 6  | 0   | Zhou Guanyu          | 16     | 107    | –  | –  | 4  | 1  | 1  | 1  |
| 7  | 0   | Nobuharu Matsushita  | 16     | 85     | 1  | 2  | –  | 1  | 3  | 1  |
| 8  | 0   | Anthoine Hubert      | 16     | 77     | 2  | –  | –  | –  | –  | –  |
| 9  | 0   | Louis Delétraz       | 16     | 60     | –  | 2  | –  | –  | –  | 5  |
| 10 | 0   | Jordan King          | 14     | 59     | –  | –  | 1  | –  | 2  | 1  |
| 11 | 0   | Mick Schumacher      | 16     | 45     | 1  | –  | –  | –  | –  | 3  |
| 12 | 0   | Juan Manuel Correa   | 16     | 36     | –  | 2  | –  | –  | –  | 1  |
| 13 | 0   | Dorian Boccolacci    | 12     | 30     | –  | –  | –  | –  | –  | 2  |
| 14 | 0   | Callum Ilott         | 15     | 28     | –  | –  | 1  | –  | –  | 2  |
| 15 | 0   | Artiom Markiełow     | 2      | 16     | –  | –  | –  | –  | –  | –  |
| 16 | 0   | Sean Gelael          | 14     | 11     | –  | –  | –  | –  | –  | 3  |
| 17 | 0   | Nikita Mazepin       | 16     | 6      | –  | –  | –  | –  | –  | 2  |
| 18 | 0   | Ralph Boschung       | 12     | 3      | –  | –  | –  | –  | –  | 3  |
| 19 | 0   | Giuliano Alesi       | 16     | 1      | –  | –  | –  | –  | –  | 7  |
| 20 | 0   | Mahaveer Raghunathan | 14     | 0      | –  | –  | –  | –  | –  | 1  |
| 21 | 0   | Tatiana Calderón     | 16     | 0      | –  | –  | –  | –  | –  | 4  |
| 22 | 0   | Arjun Maini          | 6      | 0      | –  | –  | –  | –  | –  | 2  |
| 23 | 0   | Patricio O'Ward      | 2      | 0      | –  | –  | –  | –  | –  | –  |
| 24 | 0   | Ryan Tveter          | 2      | 0      | –  | –  | –  | –  | –  | –  |
| P  | +/− | Kierowca             | Starty | Punkty | P1 | P2 | P3 | PP | NO | NS |

### Zespoły
| P  | +/− | Konstruktor                   | Starty | Punkty | P1 | P2 | P3 | PP | NO | NS |
| -- | --- | ----------------------------- | ------ | ------ | -- | -- | -- | -- | -- | -- |
| 1  | 0   | DAMS                          | 32     | 307    | 5  | 3  | 4  | 1  | 5  | 2  |
| 2  | 0   | UNI-Virtuosi                  | 32     | 242    | 2  | 4  | 4  | 3  | 1  | 5  |
| 3  | 0   | ART Grand Prix                | 32     | 206    | 3  | 2  | 3  | 4  | 3  | 2  |
| 4  | 0   | Campos Racing                 | 32     | 164    | 2  | 1  | 3  | –  | 2  | 3  |
| 5  | 0   | Carlin                        | 32     | 145    | 1  | 4  | –  | 1  | 3  | 6  |
| 6  | 0   | BWT Arden                     | 32     | 77     | 2  | –  | –  | –  | –  | 4  |
| 7  | 0   | MP Motorsport                 | 32     | 75     | –  | –  | 1  | –  | 2  | 2  |
| 8  | 0   | Sauber Junior Team by Charouz | 31     | 64     | –  | 2  | 1  | –  | –  | 3  |
| 9  | 0   | PREMA Racing                  | 30     | 56     | 1  | –  | –  | –  | –  | 6  |
| 10 | 0   | Trident                       | 32     | 4      | –  | –  | –  | –  | –  | 11 |
| P  | +/− | Konstruktor                   | Starty | Punkty | P1 | P2 | P3 | PP | NO | NS |